# Roxy Music (album)
Az 1972-es Roxy Music a Roxy Music debütáló nagylemeze. A kritikusok dicsérték, a brit albumlistán pedig a 10. helyig jutott. Szerepel az 1001 lemez, amit hallanod kell, mielőtt meghalsz című könyvben.

## Az album dalai
| 1. | Re-Make/Re-Model                              | Bryan Ferry | 5:14 |
| 2. | Ladytron                                      | Ferry       | 4:26 |
| 3. | If There Is Something                         | Ferry       | 6:34 |
| 4. | Virginia Plain (nem szerepel a brit kiadáson) | Ferry       | 2:58 |
| 5. | 2HB                                           | Ferry       | 4:30 |

| 1. | The Bob (Medley)   | Ferry | 5:48 |
| 2. | Chance Meeting     | Ferry | 3:08 |
| 3. | Would You Believe? | Ferry | 3:53 |
| 4. | Sea Breezes        | Ferry | 7:03 |
| 5. | Bitters End        | Ferry | 2:03 |

## Közreműködők

### Zenészek
- Bryan Ferry – ének, zongora, Hohner Pianet, mellotron
- Brian Eno – VCS3 szintetizátor, szalag effektus, háttérvokál
- Andy Mackay – oboa, szaxofon, háttérvokál
- Phil Manzanera – elektromos gitár
- Graham Simpson - basszusgitár
- Paul Thompson – dob
- Rik Kenton – basszusgitár a Virginia Plain-en

### Produkció
- Roxy Music – hangszerelés
- Peter Sinfield – producer
- Andy Hendriksen – hangmérnök, keverés

## Fordítás
Ez a szócikk részben vagy egészben a Roxy Music (album) című angol Wikipédia-szócikk ezen változatának fordításán alapul.  Az eredeti cikk szerkesztőit annak laptörténete sorolja fel. Ez a jelzés csupán a megfogalmazás eredetét és a szerzői jogokat jelzi, nem szolgál a cikkben szereplő információk forrásmegjelöléseként.